# Rapporto di compressione
Il rapporto di compressione è un indice del funzionamento di una macchina termica, motrice o operatrice. Esso può essere calcolato in modi diversi e può variare a seconda delle consuetudini tecniche e del tipo di macchina considerato.

## Rapporto manometrico
È tipico delle macchine dinamiche, ad esempio il compressore centrifugo, ed è dato dal rapporto delle pressioni totali all'uscita e all'ingresso (p2>p1):
{\displaystyle p^{*}={p2 \over p1}}.

## Rapporto volumetrico
È tipico delle macchine volumetriche, ad esempio il motore endotermico, ed è definito come il rapporto tra il volume massimo e quello minimo della camera di combustione, ovvero il volume compreso tra cilindro e pistone quando quest'ultimo è agli estremi della sua corsa.
Il rendimento di un motore alternativo a combustione interna è strettamente legato al rapporto di compressione. Nel ciclo Otto ideale, per esempio, con cui si schematizzano i comuni motori a benzina, il rendimento aumenta con il rapporto di compressione. Nella pratica non è possibile aumentare indefinitamente il rapporto di compressione poiché il carburante, se compresso eccessivamente, si incendia prima dello scoccare della scintilla della candela d'accensione dando luogo alla preaccensione della miscela e compromettendo il corretto funzionamento della macchina. Al contrario, nei motori Diesel, per i quali l'accensione spontanea del carburante è la base del funzionamento, si raggiungono rapporti di compressione maggiori.

### Calcolo classico
Il rapporto di compressione volumetrico p* è legato allo spazio morto della camera di combustione Vc e alla cilindrata V0 dalla formula:
{\displaystyle p_{c}^{*}={V_{0}+V_{c} \over V_{c}}}
dove V0 e Vc sono, rispettivamente, il volume compreso tra cilindro e pistone quando quest'ultimo è all'estremo inferiore (senza considerare lo spazio morto) e all'estremo superiore della sua corsa (ovvero il solo spazio morto).
Conoscendo il rapporto volumetrico di compressione p* e la cilindrata di un motore V0 è possibile ottenerne il volume della camera di combustione Vc con la formula:
{\displaystyle V_{c}={V_{0} \over (p^{*}-1)}}.

### Calcolo alla giapponese
In questo caso per la formula del volume della camera di combustione e del rapporto di compressione, si ha il valore del rapporto di compressione calcolato a luci chiuse (generalmente utilizzato solo per motori a due tempi), al posto della cilindrata del motore si dovrà utilizzare la cilindrata a luci chiuse, calcolabile dividendo la cilindrata per la corsa e moltiplicare per la corsa del pistone a luci chiuse.
Questa misura viene eseguita sui motori a due tempi in quanto le luci di scarico occupano molta superficie del cilindro e per una corsa consistente del pistone, determinano così una minore compressione effettiva dei gas contenuti nel cilindro.

### Caratteristiche
Il rapporto di compressione riveste una particolare importanza nei motori in quanto influenza la velocità di combustione della miscela combustibile/comburente e di conseguenza condiziona la scelta dell'anticipo d'accensione al variare dei regime di funzionamento del motore.
In generale, infatti, il tempo di combustione dipende principalmente dai seguenti fattori:
- Turbolenze, generate dalla fluidodinamica del gruppo termico, che migliorano la velocità di combustione con andamento esponenziale rispetto al regime del motore;
- Velocità di combustione, dipendente dal tipo di comburente, combustibile e loro miscelazione.

Nell'eventualità che entrambi i fattori rimangono costanti a tutti i regimi di funzionamento, bisognerebbe raddoppiare l'anticipo con il raddoppiare del regime, mentre non è così, dato che le turbolenze aumentano in modo esponenziale con l'aumentare dei regimi, di conseguenza raggiunto un determinato regime si dovrà ridurre l'anticipo, ma il coefficiente di riempimento del cilindro peggiora all'aumentare del numero di giri, si avrà quindi una carica meno densa nel cilindro e di conseguenza una combustione più lenta, che richiede quindi un aumento dell'anticipo d'accensione; Sperimentalmente nei motori a 4 tempi è dimostrato che quest'ultimo fenomeno è leggermente preponderante sulla turbolenza generata dalla testata e quindi bisogna comunque anticipare l'accensione, anche se in misura ridotta, per ottenere la migliore combustione.
Quindi tale valore diventa importante nei motori ad accensione comandata a fasatura fissa, dove pur differenziando la velocità di combustione tramite diverse stechiometrie della miscela aria/benzina non permette d'ottenere il massimo rendimento per tutto l'arco di funzionamento del motore, quindi modificando il rapporto di compressione (con una diversa testata) si modifica la velocità di combustione e quindi anche la fascia di regimi motore dove si ha la combustione ottimale; in linea di massima si ha che:
- Basso rapporto di compressione, nel casi di motori a 4 tempi si migliorano i bassissimi regimi (meno di 25 Hz, 1 500 rpm), mentre per i motori a 2 tempi si migliorano anche gli alti regimi (oltre i 130 Hz, 7 800 rpm)
- Alto rapporto di compressione, nel caso di motori a 2 tempi si migliorano i regimi intermedi (30-100 Hz, 1 800 - 6 000 rpm), mentre nel caso dei motori a 4 tempi anche i regimi superiori.

Per quanto riguarda i motori ad accensione comandata a fasatura variabile (dove l'anticipo è gestito dalla centralina ottimizzandolo per ogni regime del motore) e i motori diesel, un maggiore rapporto di compressione aumenta il rendimento del motore in quanto porta ad avere una PME (pressione media effettiva) maggiore e di conseguenza anche la potenza specifica del motore.

## Rapporto di compressione variabile
Si parla di rapporto di compressione variabile quando si ha un rapporto di compressione volumetrico che varia a seconda delle condizioni operative.
Soluzioni di questo tipo, permettono un miglioramento delle condizioni operative del motore, permettendo un ottenimento delle prestazioni e la qualità dei gas di scarico.

## Rapporto di compressione dinamico
Il rapporto di compressione statico del tipo volumetrico e quindi calcolato esclusivamente in base ai volumi del cilindro e della camera di combustione, dove non si considerano le quote effettive di compressione date dai tempi di chiusura e quindi di eventuali gas che entrano o escono dal cilindro durante la fase di compressione così come l'effetto indotto dalla loro inerzia sull'effettivo riempimento.
Infatti nella maggior parte dei motori automobilistici, la chiusura della valvola di aspirazione avviene durante la fase di compressione (cioè dopo il superamento del PMI), che può causare il rigurgito attraverso la valvola di aspirazione, in particolar modo ai bassi regimi, ma dall'altra parte questo tempismo può favorire il riempimento rispetto ad una chiusura al PMI, grazie anche all'inerzia dei gas, soprattutto ad alti regimi.
Il rapporto di compressione dinamico spiega questi fattori e come mai si utilizzano ritardi ed anticipi di apertura o chiusura delle valvole.